# Romario Piggott
Romario Antonio Piggott Rivera (Ciudad de Panamá, Panamá; 17 de julio de 1995) es un futbolista panameño. Juega de delantero y su equipo actual es el CD Plaza Amador de la Primera División de Panamá norteamericana.
El 7 de septiembre de 2018 fichó por el Charleston Battery

## Selección nacional
Entre 2011 y 2013 fue internacional a nivel juvenil por la selección de Panamá.

## Clubes
| Club                | País           | Año           |
| ------------------- | -------------- | ------------- |
| Chepo F.C.          | Panamá         | 2012-2015     |
| Tauro F.C.          | Panamá         | 2015          |
| Myrtle Beach Mutiny | Estados Unidos | 2018          |
| Charleston Battery  | Estados Unidos | 2019-2022     |
| CD Plaza Amador     | Panamá         | 2023-presente |